# Oasis (krater)
Oasis – krater uderzeniowy położony na Pustyni Libijskiej.
Wiek krateru został oceniony na mniej niż 120 milionów lat, czyli powstał on nie dawniej niż w kredzie. Został utworzony przez uderzenie małej planetoidy w skały osadowe. Wyróżniający się w topografii pierścień tworzy wyniesienie centralne krateru, sam krater w znacznym stopniu został zerodowany; jego pierwotna średnica jest oceniana na 18 km.